# یوکی ناکامورا
یوکی ناکامورا (ژاپنی: 中村 祐輝؛ زادهٔ ۴ ژوئن ۱۹۸۷) یک بازیکن فوتبال اهل ژاپن است.
از باشگاه‌هایی که در آن بازی کرده‌است می‌توان به باشگاه فوتبال گیفو و باشگاه فوتبال جوبیلو ایواتا اشاره کرد.